# آرثر غريغ
آرثر غريغ هو فلاح وسياسي نيوزيلندي، ولد في 1896، وتوفي في 29 نوفمبر 1941. انتخب عضو مجلس النواب النيوزيلندي ‏.